# Matthias Kleiner

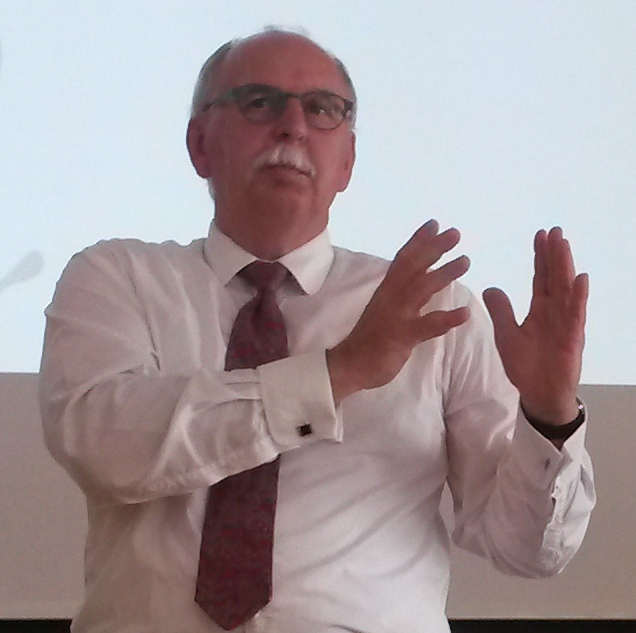
Matthias Kleiner im Juli 2014

Matthias Kleiner (* 24. Mai 1955 in Recklinghausen) ist Professor für Umformtechnik an der Technischen Universität Dortmund. Von 2007 bis 2012 war er Präsident der Deutschen Forschungsgemeinschaft (DFG) und von 2014 bis 2022 Präsident der Leibniz-Gemeinschaft. Er ist unter anderem Beirat der Siepmann-Werke.

## Leben
Kleiner wuchs in Dortmund auf, wo er im Jahr 1974 am dortigen Geschwister-Scholl-Gymnasium sein Abitur erwarb. An der Universität seiner Heimatstadt studierte er im Anschluss von 1976 bis 1982 Maschinenbau. Danach arbeitete er bis 1987 als wissenschaftlicher Assistent am Lehrstuhl für Umformende Fertigungsverfahren und wurde in dieser Zeit mit der Arbeit Mehrprozessor Steuerungen in der Umformtechnik zum Dr.-Ing. promoviert. Im Anschluss wurde er zum Oberingenieur ernannt und habilitierte sich 1991 im Fach Umformtechnik mit dem Thema Prozesssimulation in der Umformtechnik.
Von 1994 bis 1998 war Kleiner C4-Professor an der neu gegründeten Brandenburgischen Technischen Universität Cottbus und Mitglied im Gründungsrektorat. Seit 1998 ist er Professor für Umformtechnik an der TU Dortmund sowie seit 2004 Leiter des neu gegründeten Instituts für Umformtechnik und Leichtbau. Von 2000 bis 2002 war er dort Dekan der Fakultät Maschinenbau.
Kleiner war von Juli 2005 bis Dezember 2006 Vizepräsident sowie von Januar 2007 bis Dezember 2012 in Nachfolge von Ernst-Ludwig Winnacker Präsident der Deutschen Forschungsgemeinschaft. Im Juli 2014 trat er die Nachfolge von Karl Ulrich Mayer als Präsident der Leibniz-Gemeinschaft an. Nach acht Jahren im Amt übergab er die Präsidentschaft 2022 an Martina Brockmeier.
Kleiner ist Mitglied der Deutschen Akademie der Technikwissenschaften (acatech). Seit 2006 ist er weiterhin Mitglied der Leopoldina sowie der Academia Europaea. Daneben ist er Mitglied in zahlreichen Sonderforschungsbereichen. Seit 2015 ist er Vorsitzender des Hochschulrats der Goethe-Universität Frankfurt am Main.
Kleiner wurde mit mehreren Forschungspreisen ausgezeichnet, unter anderem erhielt er 1997 den Leibniz-Preis. 2010 erhielt er das Bundesverdienstkreuz 1. Klasse, 2021 ein Ehrendoktorat der Leuphana Universität Lüneburg.
Im März 2011 berief Bundeskanzlerin Merkel Kleiner in die Ethikkommission für eine sichere Energieversorgung. Kleiner leitete diese Kommission zusammen mit Klaus Töpfer. In einem Interview sagte er:

„Auch mich haben die Katastrophen in Japan als Ingenieurwissenschaftler sehr nachdenklich gemacht und Zweifel an der Kernenergie genährt. Jede Technologie, die für Menschen heute unkalkulierbar und nicht beherrschbar ist, ist eine Hypothek, die wir unseren Kindern nicht hinterlassen dürfen.“

Am 30. Mai 2021 veröffentlichte André Thess zur 10-jährigen Veröffentlichung des Berichts eine Fundamentalkritik. Als Ombudsmann für die gute wissenschaftliche Praxis stünde Thess für wissenschaftliche Redlichkeit. Diese spricht er in seiner Kritik Kleiner komplett ab.
Kleiner ist verheiratet und hat drei Kinder.

## Werke (Auswahl)
als Autor
- Dynamisches Beulverhalten neuartiger Feinblechwerkstoffe. EFB, Hannover 1998.
- Der Einsatz von Mehrprozessor-Steuerungen in der Umformtechnik am Beispiel des Walzrundens. VDI-Verlag, Düsseldorf 1987, ISBN 3-18-142902-3 (Dissertation).

als Herausgeber
- Flexible manufacture of lightweight frame structures. Trans Tech, Zürich 2006, ISBN 978-0-87849-403-3 (zusammen mit Jürgen Fleischer, Marco Schickorra und Michael Zäh).
- Umformtechnik. Ideen, Konzepte, Entwicklungen; Festschrift zum 60. Geburtstag für Prof. Dr.-Ing. Eberhard von Finckenstein. Teubner, Stuttgart 1992, ISBN 3-519-06345-X.